# 곽정술
곽정술(郭釘술, 1990년 11월 3일 ~ )은 과거 대한민국의 축구 선수로, 현역 시절 포지션은 공격수였었다.

## 참고 자료
- 울산 곽정술' 성남전 해트트릭 기록한 대형 공격수
- '곽정술 결승골' 울산대' 아주대에 짜릿한 역전승